# St. Mauritius (Hardegsen)

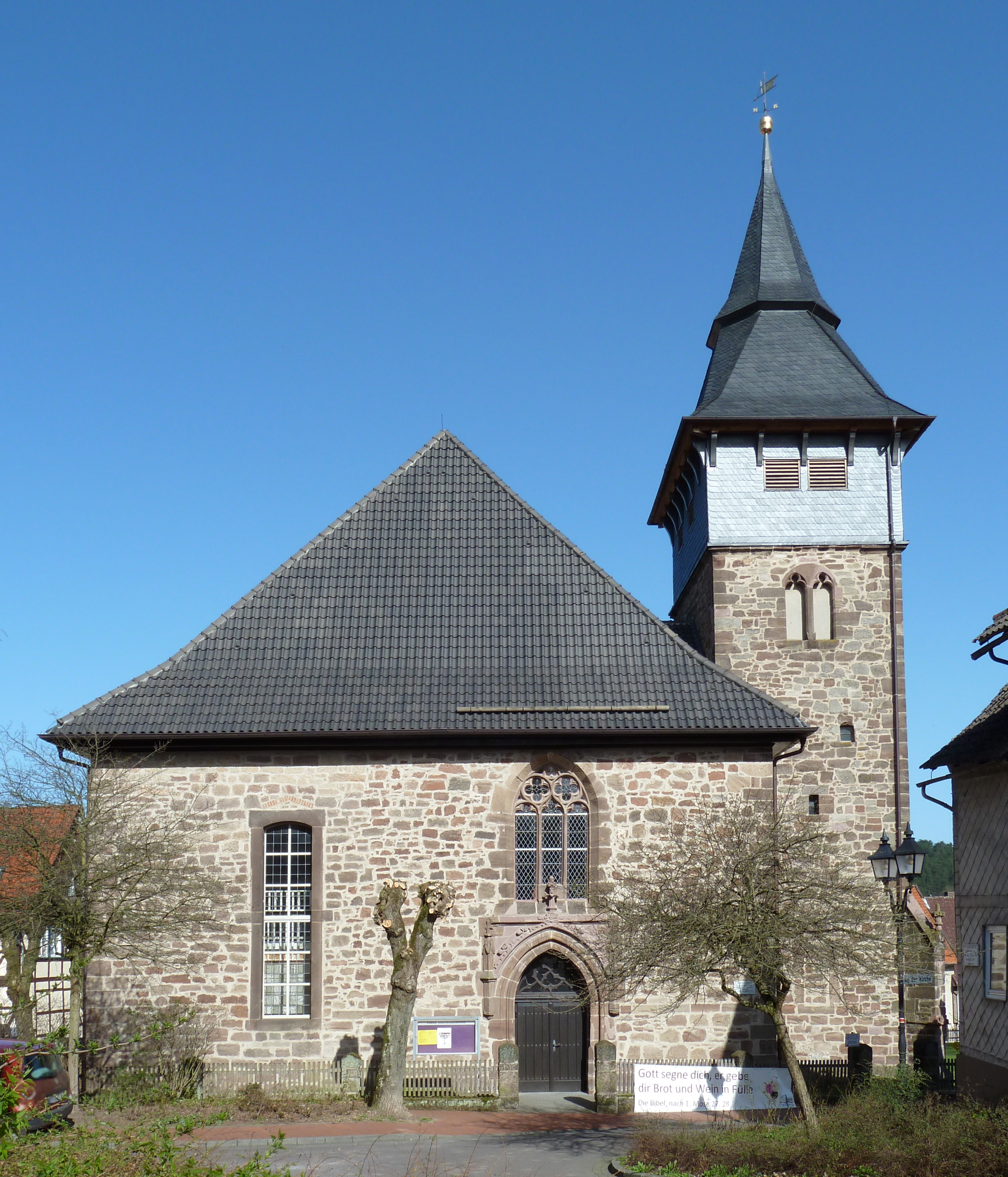
Stadtkirche St. Mauritius, Westseite

Die Stadtkirche St. Mauritius ist eine evangelisch-lutherische Kirche in Hardegsen in Niedersachsen. Die Kirchengemeinde gehört zum Kirchenkreis Leine-Solling im Sprengel Hildesheim-Göttingen der Evangelisch-lutherischen Landeskirche Hannovers.

## Geschichte
Der Bau der Stadtkirche St. Mauritius wurde im Jahre 1423 von der Witwe des Herzogs Otto von Braunschweig, Herzogin Margarete, vollendet. Die St.-Mauritius-Kirche gilt als Nachfolgerin einer früheren Kirche, die wahrscheinlich an der gleichen Stelle ihren Standort hatte. Der Name des Heiligen Mauritius, der im 11. Jahrhundert häufig als Schutzheiliger für Kirchen gewählt wurde, deutet auf die ursprüngliche Kirche hin. Margarete ließ der Kirche zahlreiche Schenkungen und Güter zukommen, erhob sie zu einer ordentlichen Pfarrkirche sowie ihrer Grabeskirche. Ihr Wappen befindet sich im Innern der Kirche im Gewölbeschlussstein der Georgskapelle. Ein weiterer Wohltäter der Kirche war der zweite Sohn Margaretes, Herzog Otto Cocles von Göttingen, der in einem Schenkungsbrief von 1424 der mit der Kirche verbundene St.-Georgs-Kapelle vermachte „den Tegen von Berthiehusen over negen Hofe Landes, mit dree Ferndel Landes darfülves uppe der Felmark belegen, dat vor tyden gewest is Hillen von Lengede, mit einem Vorwerk to Thüdinghusen von dree Hofen Landes, dat von den von Rostorp verstatt unde verpent was den geistliken Jungfrawen to Höckeln, dat ingequitet unde gelost ist von Vormünden der Capellen, und mit alß denne Hufe to Hardegeßen tegen der Kerken Gebues oppe syne Stede, de da gewesen is Heinemann Tiefogel unde ime ofgekost von Vormünden sülver Capellen“. In einer Urkunde aus dem Jahre 1439 bestätigte der Nachfolger von Otto Cocles, Wilhelm I. die Schenkung.

## Beschreibung
Das heutige Bild der St.-Mauritius-Kirche ist auch durch überformende An- und Umbauten sowie Restaurierungen im Äußeren und Inneren geprägt. Ende des 15. Jahrhunderts wurde auf der Südseite eine durch die Bürgermeisterfamilie Winkelmann privat finanzierte Kapelle angebaut. Mit der Reformation und liturgischen Neuordnung wurden die bisher drei Altäre ab- und umgebaut. Der Hardegser Chronist Johannes Letzner (1531–1613) erwähnte insgesamt neun vorreformatorische Altäre für die Kirche, von denen fünf mit genauem Standort rekonstruiert werden können. Der erste lutherische Gottesdienst wurde am 15. September 1540 gefeiert. In den Jahren 1579 und 1580 wurde die erste große Renovierung verzeichnet. 1747 galten das Kirchendach und der Glockenturm als  baufällig. Der damalige Amtmann Wedemeier notierte: „Es scheint sehr erforderlich, daß das baufällige Kirchendach und der malade Kirchenthurm mit einer neuen Spitze versehen wird. Auch ist eine Reparation des gesambten Thurmes wohl unvermeidlich, weil sonst zu befürchten ist, daß beim Leuten oder einem starcken Windsturm die Glocken herabstürzen.“ Für die Kosten der Instandsetzung konnte die Kirchengemeinde nicht aufkommen, sodass die Stadt Hardegsen die Differenz zahlte und damit Eigentümerin des Kirchturmes wurde. Der eigentliche Umbau des gotischen Kirchenschiffes zu einer barocken flachgedeckten Saalkirche dauerte von 1765 bis 1789. Erst in den 1860er wurde der Kirchturm von der Stadt an die Kirche zurückgegeben.
Weitere Renovierungen erfolgten:
- 1861: König Georg von Hannover ließ die St.-Georgs-Kapelle und die darin befindlichen Kunstgegenstände renovieren.
- 1894 bis 1895: Die Außenmauern des Gebäudes wurden neu verfugt, die äußeren Pfeiler teils erneuert, teils verstärkt, der Chorraum wurde um zwei Stufen erhöht.
- 1928 bis 1930: Umbau der Empore, gesamte Neuausmalung der Kirche mit Sgraffito-Bild (Wanddekoration), Einbau der pneumatischen Orgel, Einbau der Ofenheizung.
- 1955 bis 1957: Renovierung
- 1986 bis 1993: Das gesamte Gebäude mit dem Turm wurde von außen neu verfugt, die Kirche innen vermalt und eine neue Empore eingebaut. Außerdem erfolgte 1993 der Einbau einer Wand- und Fußbankheizung.
- 1996 Einbau der Edskes-Orgel.
- Juli 2005: Abschluss der Restaurierung der Großen Glocke und der stark verstümmelten zwei kleinen Glocken.
- November 2005: Ab- und Wiederaufbau des Glockenturm-Daches zur Komplettsanierung; dabei mussten die zuvor eingesetzten Glocken erneut ausgebaut werden.

### Glockenturm
Die Große Glocke der Kirche ist ca. 500 Jahre alt und wurde im Jahre 2005 zusammen mit den beiden kleinen Glocken restauriert. Dabei stellte sich heraus, dass die beiden kleineren Glocken aus dem 13. Jahrhundert stammen müssen. Das Glockenwerk der St.-Mauritius-Kirche, ein gut erhaltenes mittelalterliches Bronzegeläut, stellt im gesamten norddeutschen Raum eine Rarität dar.
Beim Einbau der restaurierten Glocken erwies sich der Glockenturm erneut als baufällig. Der Turm wurde aufwändig saniert und das Geläut mit einer weiteren Glocke erweitert.

### Ausstattung
Unter den Grabdenkmälern ragen heraus ünstlerisch herausragende Schnitzwerke des frühen 15. Jahrhunderts heraus die hölzerne Liegefigur der 1442 verstorbenen Herzogin Margarete und die hölzerne Tumba ihres 1391 verstorbenen Sohnes, Herzog Wilhelm von Braunschweig, außerdem das Sandsteinepitaph des Drosten und Amtshauptmanns Anton von Kerssenbruch aus der Zeit um 1576.

### Orgel

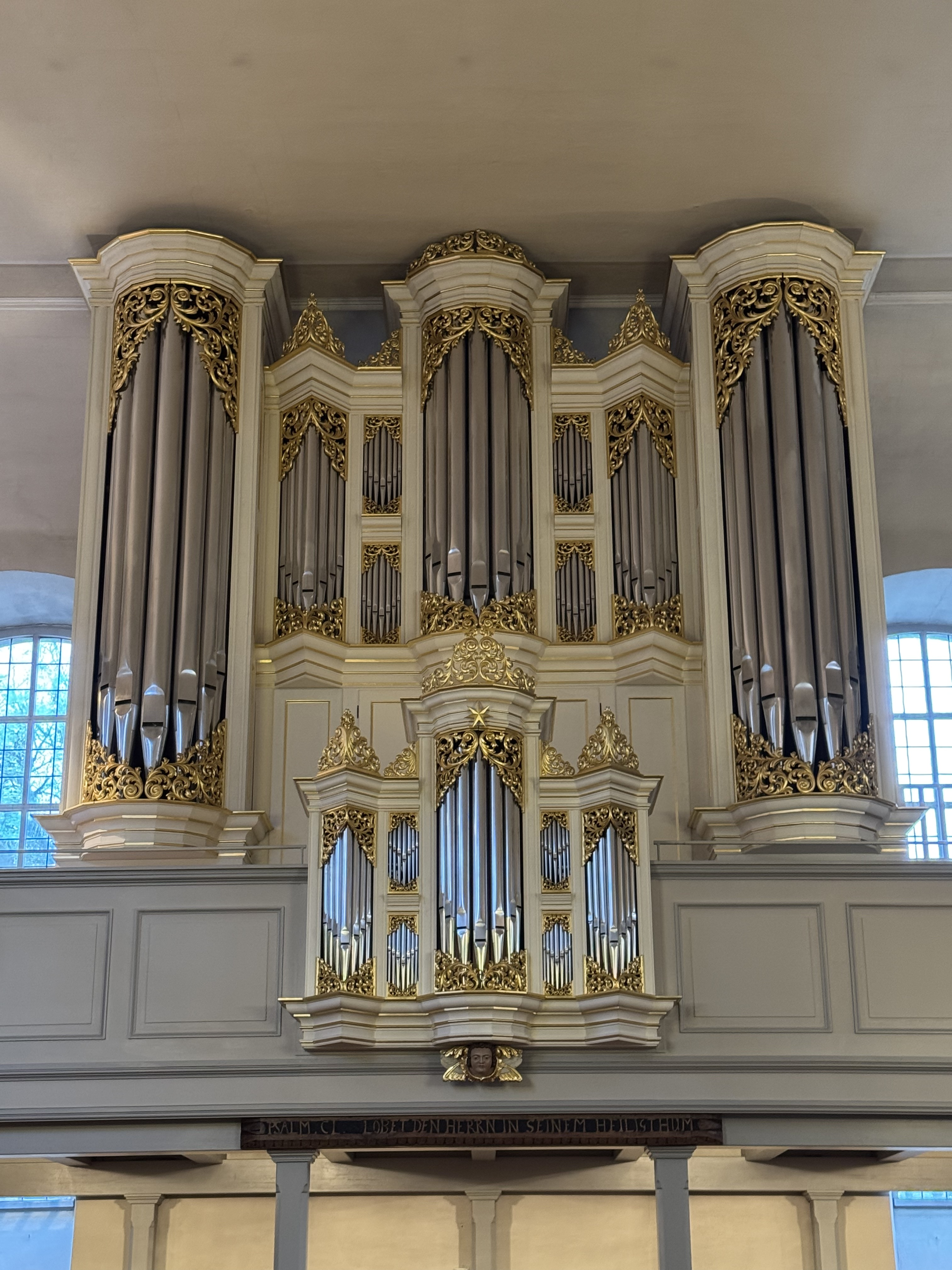
Edskes-Orgel von 1996

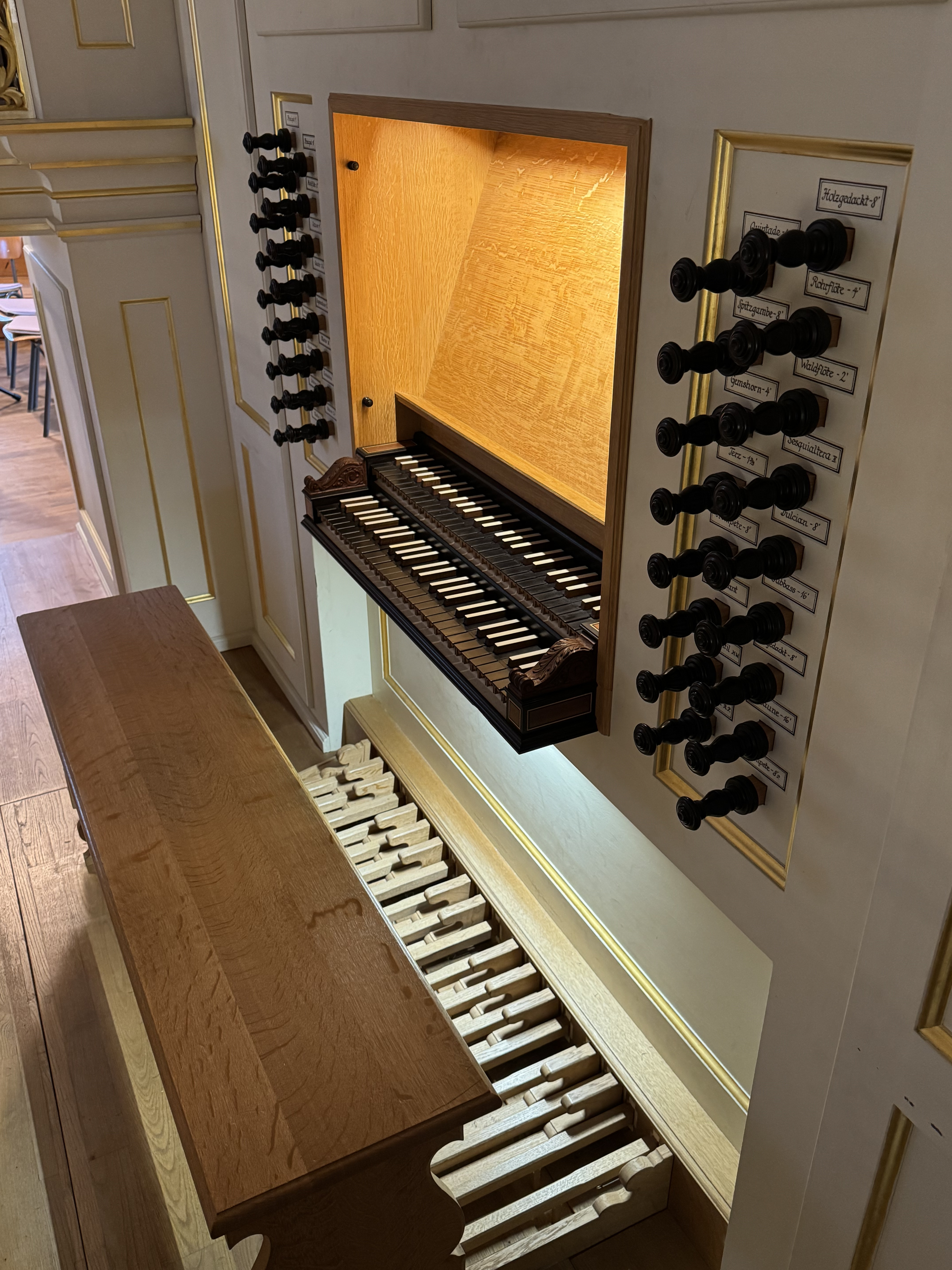
Spieltisch

Seit dem 16. Jahrhundert ist die Geschichte der Orgeln in der St.-Mauritius-Kirche bekannt. Die erste spätgotische Orgel wurde 1511 errichtet. Es gibt allerdings kaum Überlieferungen, wie diese Orgel ausgesehen hatte. Die zweite Orgel, eine Barockorgel, fertiggestellt im Jahre 1784, war das Werk des Orgelbauers Johann Justus Hansen. Die Orgel galt nach einem Gutachten aus dem Jahre 1927 als nicht mehr zu restaurieren und wurde 1930 durch eine pneumatische Orgel der Firma Faber & Dienes GmbH aus Salzhemmendorf nach einer Disposition von Christhard Mahrenholz ersetzt. Diese Orgel versagte in der Adventszeit 1973 vollständig ihre Dienste, so dass von 1974 bis 1996 ein elektronisches Instrument als provisorischer Ersatz diente.
Im Jahre 1996 wurde von der Orgelbaufirma Bernhardt Edskes aus Wohlen (Schweiz) eine neue Orgel mit 30 Registern auf zwei Manualen und Pedal (mit 1706 Pfeifen) unter Verwendung weniger erhaltener Originalteile des Orgelgehäuses von 1784 auf der neuen Nordempore errichtet. Die Spieltischanlage der Orgel wurde entsprechend einer Skizze von Hansen gestaltet. Die Tastenbeläge wurden, wie in der alten Beschreibung festgehalten, aus Ebenholz und Elfenbein bzw. Bein gefertigt. Handwerklich wurde die gesamte Orgel ohne Verwendung von metallenen Nägeln oder Schrauben aufgebaut, und es fand nur riftgeschnittenes Massivholz Verarbeitung.
Die Disposition lautet: 
| I Hauptwerk C–f3 |        |
| Quintade         | 16′    |
| Principal        | 8′     |
| Hohlflöte        | 8′     |
| Spitzgambe       | 8′     |
| Octave           | 4′     |
| Gemshorn         | 4′     |
| Quinte           | 2 ⁄3′  |
| Superoctave      | 2′     |
| Terz             | 1 3⁄5′ |
| Mixtur IV        | 1 ⁄3′  |
| Trompete         | 8′     |

| II Rückpositiv C–f3 |       |
| Holzgedackt         | 8′    |
| Principal disc.     | 8′    |
| Principal           | 4′    |
| Rohrflöte           | 4′    |
| Octave              | 2′    |
| Waldflöte           | 2′    |
| Quinte              | 1 ⁄3′ |
| Sesquialtera II     | 2 ⁄3′ |
| Scharff II          |       |
| Dulcian             | 8′    |
| Cimbelstern         |       |

| Pedal C–f1    |     |
| Principalbass | 16′ |
| Subbass       | 16′ |
| Oktavbass     | 8′  |
| Gedackt       | 8′  |
| Octave        | 4′  |
| Octave        | 2′  |
| Mixtur III    |     |
| Posaune       | 16′ |
| Trompete      | 8′  |

- Manualkoppel II-I (Schiebekoppel)
- Tremulant für das gesamte Werk
- Sperrventil Hauptwerk, Sperrventil Rückpositiv

Anmerkungen
1. ↑  C-Gis Holz
2. ↑  ab A, C-Gis Transmission aus Hohflöte 8'
3. ↑  C-H gedackt
4. ↑  ab a0
5. ↑  C-b0 gedackt
6. ↑  Repetition bei c0
7. ↑  ab G, C-Fis Transmission aus Subbass 16′
8. ↑  Holz
9. ↑  C-H Holz
10. ↑  C-H Holzbecher